# Alice Rovigatti
Alice Rovigatti (...) è un'artista marziale italiana, campionessa del Mondo U18 jujitsu - Duo System Femminile.

## Biografia
Figlia di Piero Rovigatti, maestro di jujitsu, Alice Rovigatti inizia a praticare jujitsu nel 2008 sotto la guida del maestro Silvano Rovigatti. Ottiene la cintura nera 1º Dan nel 2013, il 2º Dan nel 2015 e il 3° Dan nel 2019. Entra a far parte della nazionale giovanile di Jūjutsu nel 2014 assieme a Lara Maggio per la categoria duo system femminile.
Vince la medaglia d'oro ad Atene ai campionati mondiali del 2015 nella categoria Duo system under 18.

## Palmarès
- Campionato italiano Jujitsu under-18 (duo system femminile)

2014:  - con Lara Maggio
- Campionato italiano Jujitsu under-18 (duo system femminile)

2015:  - con Lara Maggio
- Campionato mondiale Jujitsu under-18 (duo system femminile)

2015:  - con Lara Maggio
- Campionato italiano Jujitsu under-18 (duo system femminile)

2016:  - con Lara Maggio
- Campionato mondiale Jujitsu under-21 (duo system show femminile)

2016:  - con Lara Maggio
- Campionato mondiale Jujitsu under-21 (duo system show femminile)

2017:  - con Lara Maggio
- Campionato mondiale Jujitsu under-21 (duo system femminile)

2017:  - con Lara Maggio
- Campionato italiano Jujitsu (duo system femminile)

2017:  - con Lara Maggio